# Кебенеи, Уилсон
Уилсон Кипротич Кебенеи — кенийский бегун на длинные дистанции. Чемпион мира по полумарафону 2004 года в командном зачёте. На чемпионате мира по полумарафону 2006 года занял 3-е место в личном первенстве и 1-е место в командном зачёте. В 2004 году занял 2-е место на Роттердамском полумарафоне. Бронзовый призёр Лиссабонского полумарафона 2005 года с результатом 59.27. Победитель 10-километрового пробега World's Best 10K 2006 года. В 2008 году занял 4-е место на полумарафоне CPC Loop Den Haag.